# Ferreiraella caribbensis
Ferreiraella caribbensis är en blötdjursart som beskrevs av Boris I. Sirenko 1988. Ferreiraella caribbensis ingår i släktet Ferreiraella och familjen Ferreiraellidae. Inga underarter finns listade i Catalogue of Life.